# Les Quatre Sorcières
Les Quatre Sorcières (en allemand Die Vier Hexen, ou Quatre Femmes nues ou Scène dans un bordel) sont les titres donnés à une des premières gravures signées de l'artiste allemand Albrecht Dürer. Datant de 1497, l'œuvre montre quatre femmes nues, exubérantes, rassemblées en cercle dans un espace intérieur confiné, possiblement un bain public qui semble avoir une entrée de chaque côté. Même si la scène est clairement érotique, un petit démon cornue englouti par les flammes, représentant peut-être la tentation, se trouve à l'entrée du côté gauche et regarde les femmes en tenant un instrument à la main qui pourrait être un objet utilisé pour la chasse.
Le monogramme de Dürer « AD » apparait sur le plancher, en bas, au centre. Plusieurs impressions originales existent encore et sont conservées dans plusieurs grands musées du monde.

## Description
Les femmes sont positionnées dans un petit espace intérieur qui contient une fenêtre et peut être une entrée ou sortie des deux côtés. Le petit diable dans le renfoncement à main gauche, qui est destiné à représenter le mal, a une anatomie de mammifère, y compris les pattes postérieures, et tient un objet vaguement décrit dans sa griffe qui semble consister en des bâtons et un morceau de ficelle, peut-être un dispositif contemporain pour la chasse aux oiseaux et volailles. La forme et les gestes du diable ressemblent étroitement à un petit monstre s'apparentant à la chauve-souris similaire dans Le Songe du docteur de 1498-1499, une gravure dont la date et le style sont proches des Quatre Sorcières,.
Les différentes coiffures et coiffes suggèrent que les femmes appartiennent à différentes classes sociales, différents types de coiffes sont souvent utilisés dans les images médiévales et du début de la Renaissance pour indiquer les aspects sociaux et moraux de la personne individuelle. C'est particulièrement le cas à Nuremberg, où des directives en la matière sont émises par le conseil de la ville. La femme de gauche porte un haube (sorte de bonnet, en allemand un Festhaube), généralement l'apanage des femmes mariées. La femme à l'extrême droite, face au spectateur, porte un long voile plissé (Schleier), indiquant qu'elle est issue de la classe moyenne.
À ce stade précoce de sa vie, Dürer se débat à la fois avec les limites du dessin pour la gravure et avec la représentation du nu. Comparé à ses nus de la Petite Fortune quasi contemporaine qui montre une femme satyre allaitant son enfant, ou La Pénitence de saint Chrysostome, l'œuvre semble plus dépendante des prototypes de la Renaissance, bien qu'ils soient, selon l'historien de l'art Charles Ilsley Minott « plus grands, plus robustes et plus gracieux ».
Par l'inscription « 1497 » placée sur la sphère qui surplombe les quatre femmes, cette estampe constitue le premier burin daté de Dürer.
Cette estampe offre à Dürer l'occasion de se confronter au défi de la représentation du nu féminin, vu sous des angles divers, de dos, de face et de trois quarts dos, et selon des morphologies variées. De façon significative, la silhouette de droite, la plus marquée par les modèles antiques, apparait comme une étape décisive vers la superbe Vénus tentatrice de Songe du docteur.

## Iconographie

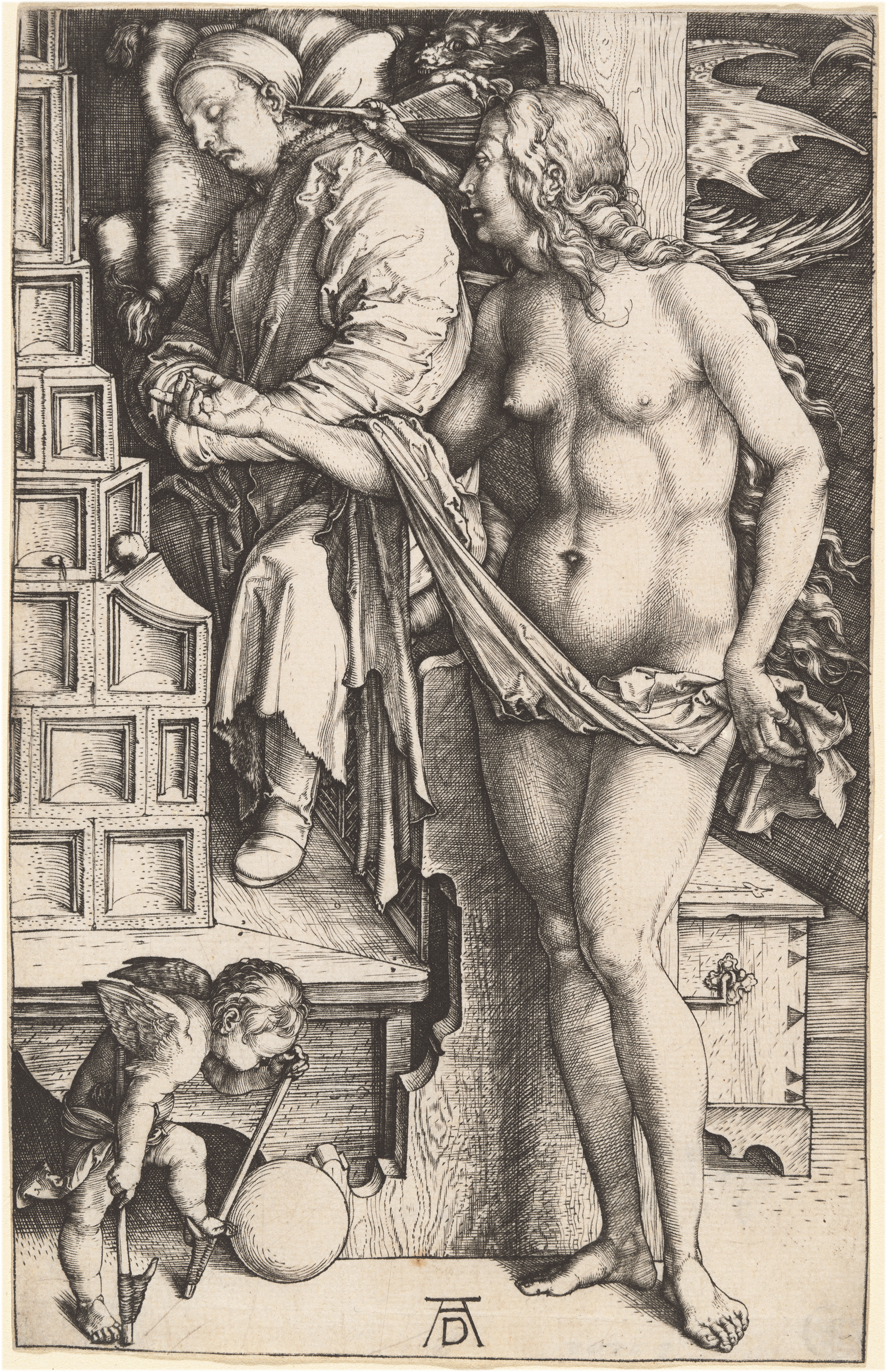
Le Songe du docteur, 1498-1499, NGA 6599. Cette gravure associe de même une figure nue à une activité diabolique.

Bien que la gravure ait longuement fait l'objet d'analyses scientifiques prolongées et importantes, elle reste énigmatique, sans consensus quant au sujet ni au sens voulu. En outre, il n'y a rien dans les écrits ultérieurs de Dürer quant à son intention, les historiens de l'art l'associent parfois à la chasse aux sorcières ou à des personnages provenant de la mythologie gréco-romaine. Les femmes se tiennent debout sous un globe ou une sphère suspendus, devant le cadre d'une entrée qui, par la présence du crâne et de l'os humain de la cuisse placés en face, peut être une passerelle vers la mort. D'autre part, les femmes semblent être engagées dans une sorte de stratagème sordide qui pourrait être reliée au traité de l'inquisition, publié en 1487, Malleus Maleficarum. Le démon qui surgit de la porte entrouverte rend vraisemblable une lecture démonologique, dans un contexte marqué par un vif intérêt pour la sorcellerie, comme en témoigne le succès rencontré par le Malheus maleficarum, traité rédigé par l'inquisiteur Jacques Spenger en 1486 et à nouveau publié à Nuremberg en 1494, puis en 1496, par Anton Koberger, le parrain de l'artiste. Une vue alternative voudrait que les femmes représentent plutôt des déesses romaines ou grecques, probablement Hécate, patronne des sorcières, de la face sombre de la lune, associée au poison et au monde souterrain, ou bien son homologue romaine Diane. 
Comme pour de nombreuses gravures de Dürer, la signification ou la source voulue n'est pas claire. Les interprétations possibles vont des quatre saisons et des quatre éléments, à Aphrodite (représentée ici par la femme de droite portant une couronne de myrte) et les Grâces, les Trois Parques, ou plus simplement quatre sorcières ou quatre filles dans un bordel. L'historien de l'art Marcel Brion suggère que l'œuvre n'a peut-être pas de sens précis, et qu'il s'agit simplement d'un portrait de quatre nus, « le caprice d'un jeune artiste agacé par la convention puritaine de ses concitoyens ».
Parce que Dürer n'a pas intitulé l'œuvre, elle a reçu de nombreux titres au cours des siècles. Lorsque le tableau a été décrit pour la première fois par Karel van Mander en 1604, il écrit qu'il contient « trois ou quatre femmes nues, ressemblant exactement aux trois Grâces ». Les titres communs ont inclus Scène dans un bordel, Scène de sorcellerie, Vénus et les Trois Grâces, Les Saisons de l'Année, Les Quatre Tempéraments et Diana et Hécate Trivia.
On peut volontiers supposer que Dürer était pleinement conscient de l'ambiguïté , ou plutôt de la polysémie, de son iconographie, et qu'il combina à dessein culture populaire et culture antique afin de composer une image qui rappelle l'instabilité de la vie humaine, inévitablement confrontée à des menaces de toutes sortes.

### Sorcellerie

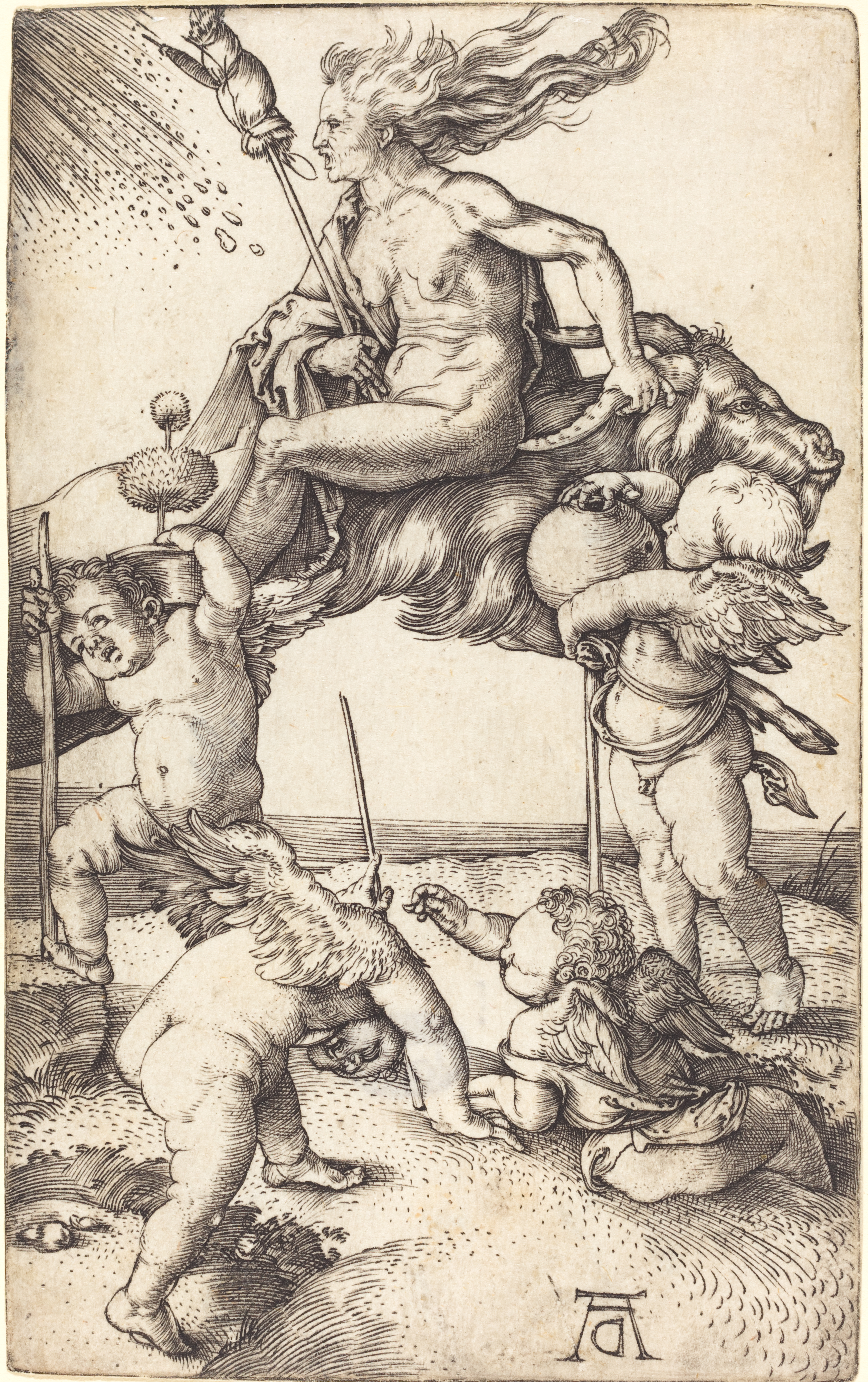
La Sorcière, v. 1500-1501, NGA 6674.

Le crâne humain et les os laissés sur le sol sont destinés soit à rappeler la mort, soit à symboliser la magie et l'invocation. L'interprétation des sorcières peut être liée de manière misogyne au Malleus maleficarum, la « diatribe virulente » écrite en 1487 par les frères dominicains et inquisiteurs Henri Institoris et Jacques Sprenger. Le livre approuve l'extermination des sorcières et développe ainsi une théorie juridique et théologique alambiquée et détaillée pour justifier son traité.
Comme les mains des femmes sont en grande partie cachées, il n'est pas supposé que l'image se réfère à une activité ou à un événement spécifique. Cependant, à l'époque, on croyait généralement que les hommes qui avaient des relations sexuelles avec des soi-disant « diablesses » souffriraient plus tard de maladie et d'impuissance. Vers 1500, Durer produit La Sorcière, qui, selon l'historienne de l'art Margaret Sullivan, comme ce travail, reflète « une fascination pour le dessous du monde antique plutôt qu'un intérêt pour les manuels de sorcières ou une préoccupation convaincante pour la sorcellerie comme une infraction punissable. » Dans ce contexte, la gravure est parfois examinée en parallèle. La gravure ressemble à plusieurs égards au Marié ensorcelé de Hans Baldung, achevé l'année précédant sa mort en 1545. Cependant, il est important de noter que les œuvres de Dürer et Baldung, bien que contemporaines du Malleus maleficarum, viennent avant l'épidémie généralisée de panique morale conduisant à la chasse aux sorcières des XVIe et XVIIe siècles. Selon Sullivan, « Les œuvres de Dürer et Baldung appartiennent à une époque antérieure, elles témoignent d'une sensibilité différente et ont été produites par des artistes qui ne pouvaient pas prévoir les temps terribles à venir ».

### Mythologie classique
Le sens le plus accepté est que l'œuvre est un avertissement allégorique contre la Discorde, qui mène inévitablement à l'enfer et à la mort, cette hypothèse voyant dans les femmes nues Junon, Minerve et Vénus s'affrontant autour de la Discorde. Sur le plan de la composition, le positionnement des femmes correspond à un groupe en marbre des trois grâces connu au Quattrocento, que probablement Dürer aurait vu à partir de copies. Une interprétation courante est que les figures représentent Hécate, qui est souvent représentée avec trois visages ou corps, probablement pour suggérer qu'elle pouvait regarder dans toutes les directions les portes ou les passages. La deuxième femme à partir de la droite portant une couronne peut représenter Éris, la déesse romaine des conflits et de la discorde, qui a jeté une pomme parmi Junon, Minerve et Vénus, déclenchant la guerre de Troie, ou encore que cette femme soit initiée par trois sorcières. Lorsque le graveur Nicoletto de Modène copie l'œuvre, il la transforme à peu de frais en un Jugement de Pâris, simplement en supprimant le démon et en ajoutant quelques attributs aux déesses.
Le globe suspendu au-dessus des personnages est divisé en douze segments et contient deux inscriptions ; l'année 1497, et, souligné d'une ceinture,  les lettres « OGH » - signifiant peut-être « Odium generis humani » (Odium (dégoût ou embuscade) contre la race humaine), ou « Oh Gott hüte » (Oh Dieu Pardonne) comme suggéré en 1675 par l'historien de l'art et peintre allemand Joachim von Sandrart, ou « Ordo Graciarum Horarumque » (Ordre des Grâces et des Heures).

## Postérité
L'image a été copiée et adaptée un certain nombre de fois. Nicoletto de Modène (1490-1569) a produit une version basée sur l'interprétation du Jugement de Pâris, en changeant l'inscription sur le globe en « Detur Pulchrior » (Au plus beau), et a omis le diable et les os.
Lucas Cranach l'Ancien reprend les femmes nues vues sous différents angles dans son Jugement de Pâris (1508).
L'artiste autrichien Adolf Frohner (né en 1934) a produit une version où les femmes sont représentées portant des soutien-gorge et des porte-jarretelles.